# Шелдон (округ Раск, Вісконсин)
Шелдон (англ. Sheldon) — селище (англ. village) в США, в окрузі Раск штату Вісконсин. Населення — 261 особа (2020).

## Географія
Шелдон розташований за координатами 45°18′43″ пн. ш. 90°57′24″ зх. д. / 45.31194° пн. ш. 90.95667° зх. д. (45.311904, -90.956665).  За даними Бюро перепису населення США в 2010 році селище мало площу 1,72 км², уся площа — суходіл.

## Демографія
Згідно з переписом 2010 року, у селищі мешкало 237 осіб у 116 домогосподарствах у складі 67 родин. Густота населення становила 138 осіб/км².  Було 126 помешкань (73/км²).
Расовий склад населення:
| - 96,2 % — білих - 1,7 % — корінних американців - 1,7 % — осіб інших рас |

До двох чи більше рас належало 0,4 %. Частка іспаномовних становила 5,5 % від усіх жителів.
За віковим діапазоном населення розподілялося таким чином: 18,1 % — особи молодші 18 років, 61,6 % — особи у віці 18—64 років, 20,3 % — особи у віці 65 років та старші. Медіана віку мешканця становила 48,4 року. На 100 осіб жіночої статі у селищі припадало 95,9 чоловіків;  на 100 жінок у віці від 18 років та старших — 98,0 чоловіків також старших 18 років.
Середній дохід на одне домашнє господарство  становив 40 001 долар США (медіана — 27 083), а середній дохід на одну сім'ю — 49 602 долари (медіана — 44 375). Медіана доходів становила 36 250 доларів для чоловіків та 32 750 доларів для жінок. За межею бідності перебувало 39,5 % осіб, у тому числі 77,4 % дітей у віці до 18 років та 10,2 % осіб у віці 65 років та старших.
Цивільне працевлаштоване населення становило 89 осіб. Основні галузі зайнятості: виробництво — 20,2 %, освіта, охорона здоров'я та соціальна допомога — 15,7 %, роздрібна торгівля — 13,5 %, будівництво — 12,4 %.